# إيكاستولا

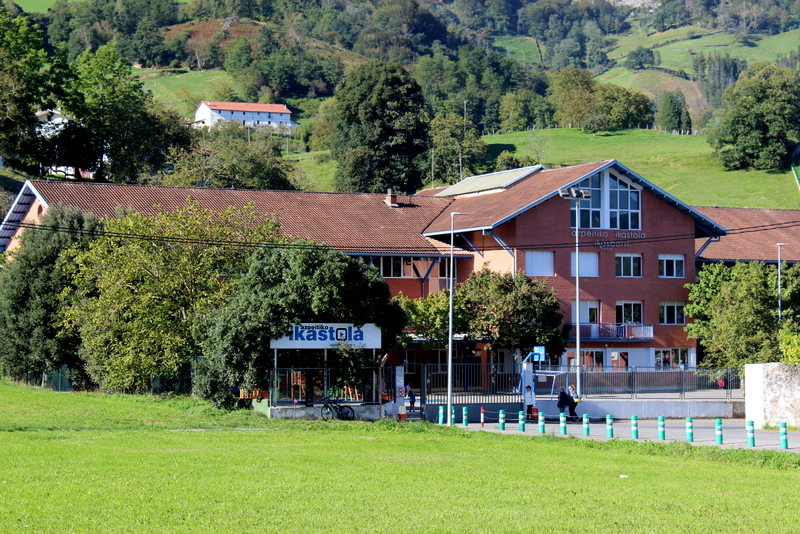
إيكاستولا في أزبيتيا (غيبوثكوا)

إيكاستولا ikastola (الجمع ikastolak ) هي نوع من المدارس الابتدائية والثانوية في مجتمع الباسك المتمتع بالحكم الذاتي ومنطقة نافار و(بدرجة أقل بكثير) إقليم الباسك الفرنسي، حيث يتم تدريس التلاميذ إما بالكامل أو في الغالب باللغة الباسكية . يمكن أن تكون مدارس إيكاستولا في الوقت الحاضر إما خاصة أو عامة، مقسمة إلى شبكات مختلفة.
تعتمد الشبكة العامة للغة الباسكية على تمويل وإدارة الدولة المخصصة في إسبانيا من قبل المؤسسات التعليمية لمجتمع الباسك المستقل ونافار في المناطق المقابلة لها، بينما في فرنسا تدعو جمعية Ikas-Bi في الشبكة العامة إلى التعليم ثنائي اللغة. سيسكا Seaska هي شبكة خاصة من مدارس لغة الباسك في إقليم الباسك الفرنسي، وترتبط ارتباطًا وثيقًا بالشبكة المماثلة في إقليم الباسك الجنوبي . تعتمد الشبكات الخاصة نشاطها على الرسوم التي يدفعها أولياء الأمور، والاشتراك الشعبي عن طريق المهرجانات السنوية الضخمة، مثل Herri Urrats و Nafarroa Oinez و Araba Euskaraz ... إلخ) والمنحة التي تقدمها المؤسسات التعليمية العامة.

## معرض الصور

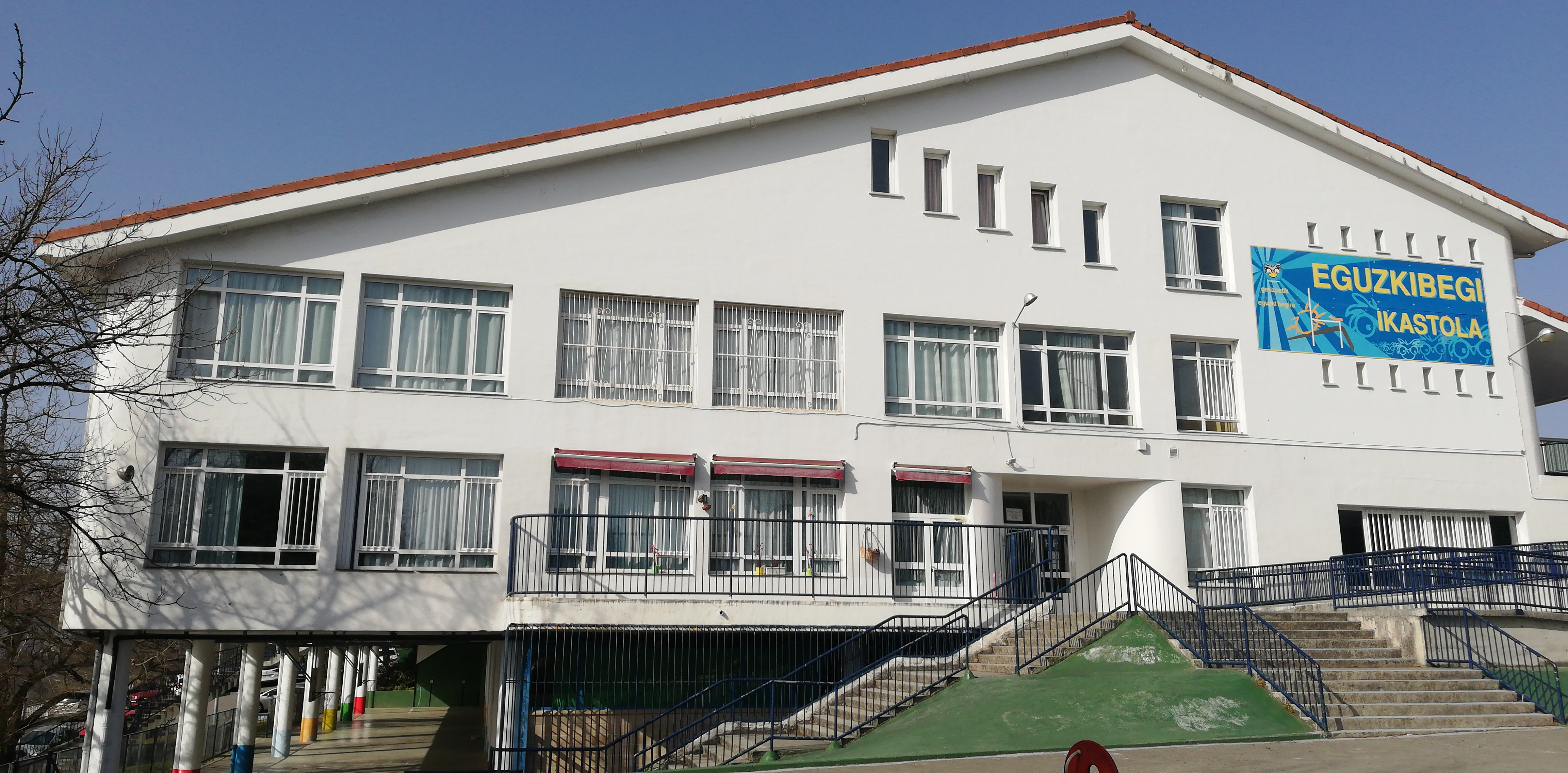
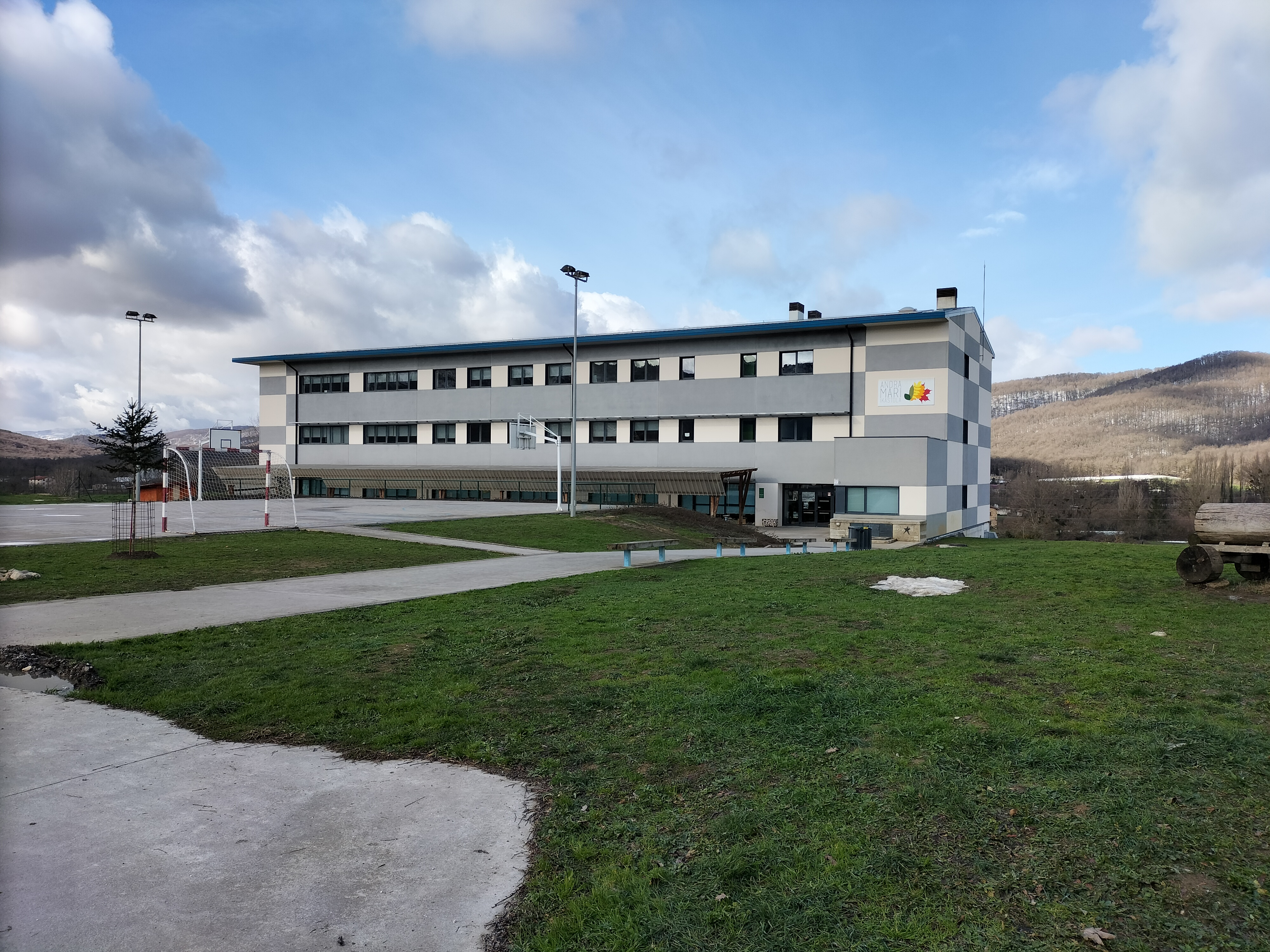
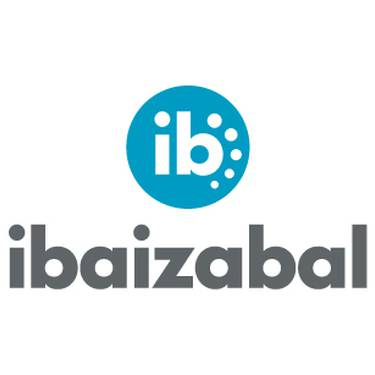
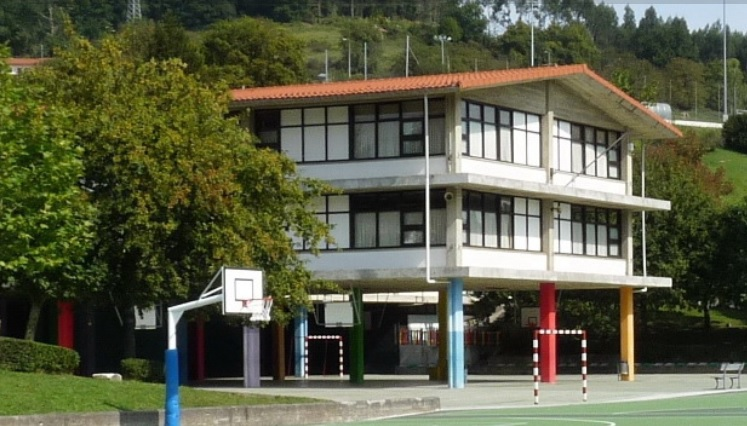
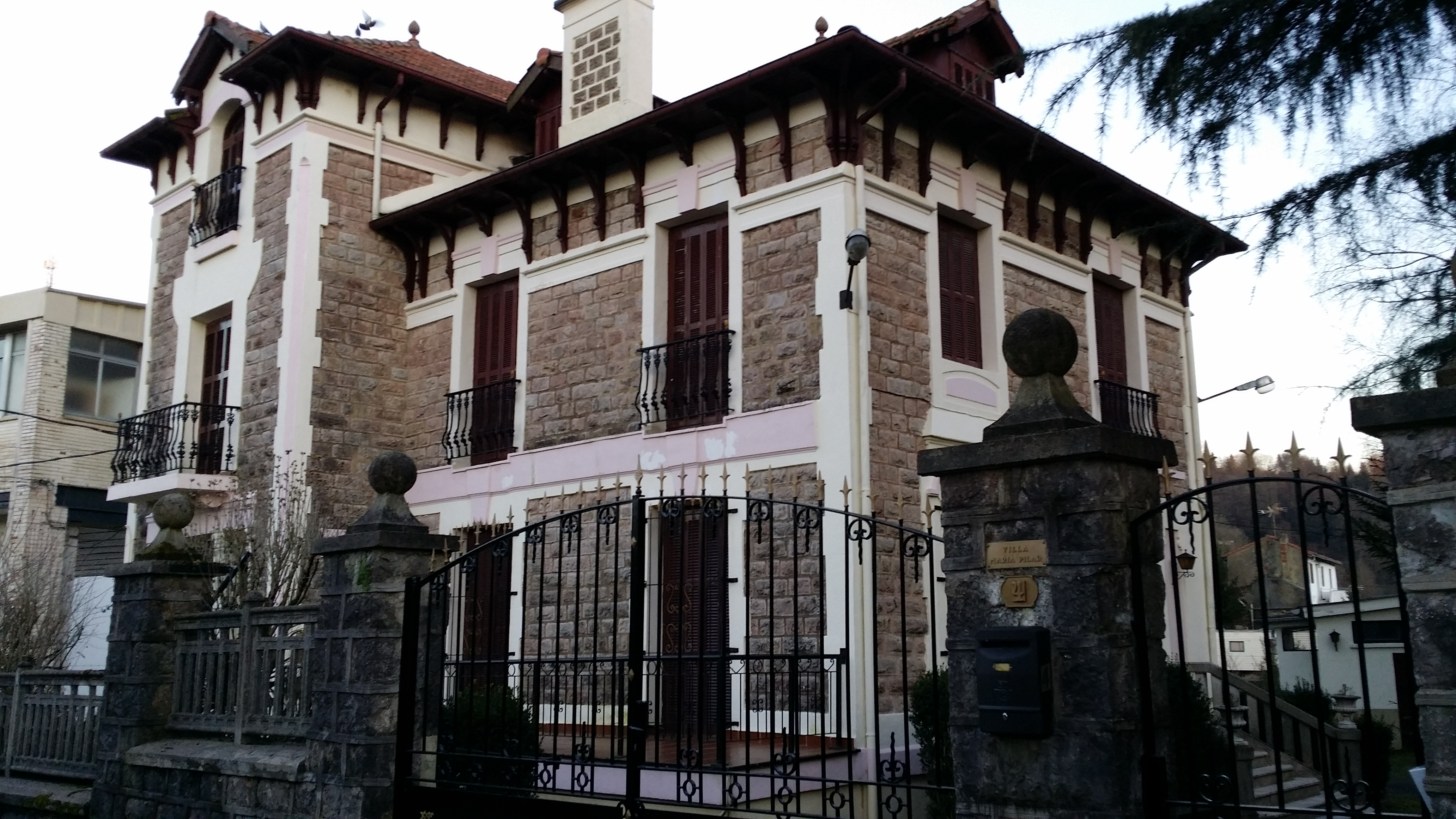
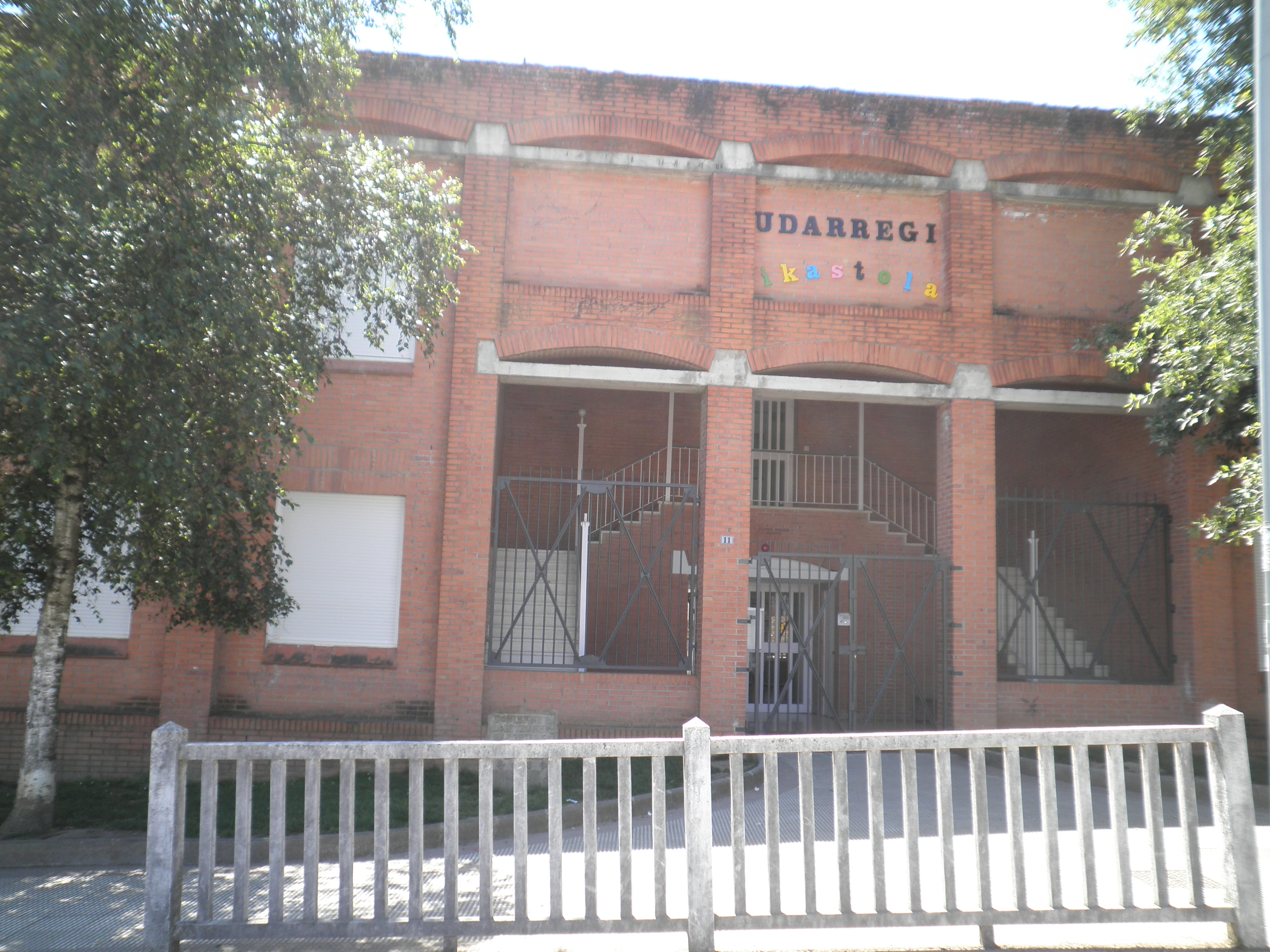
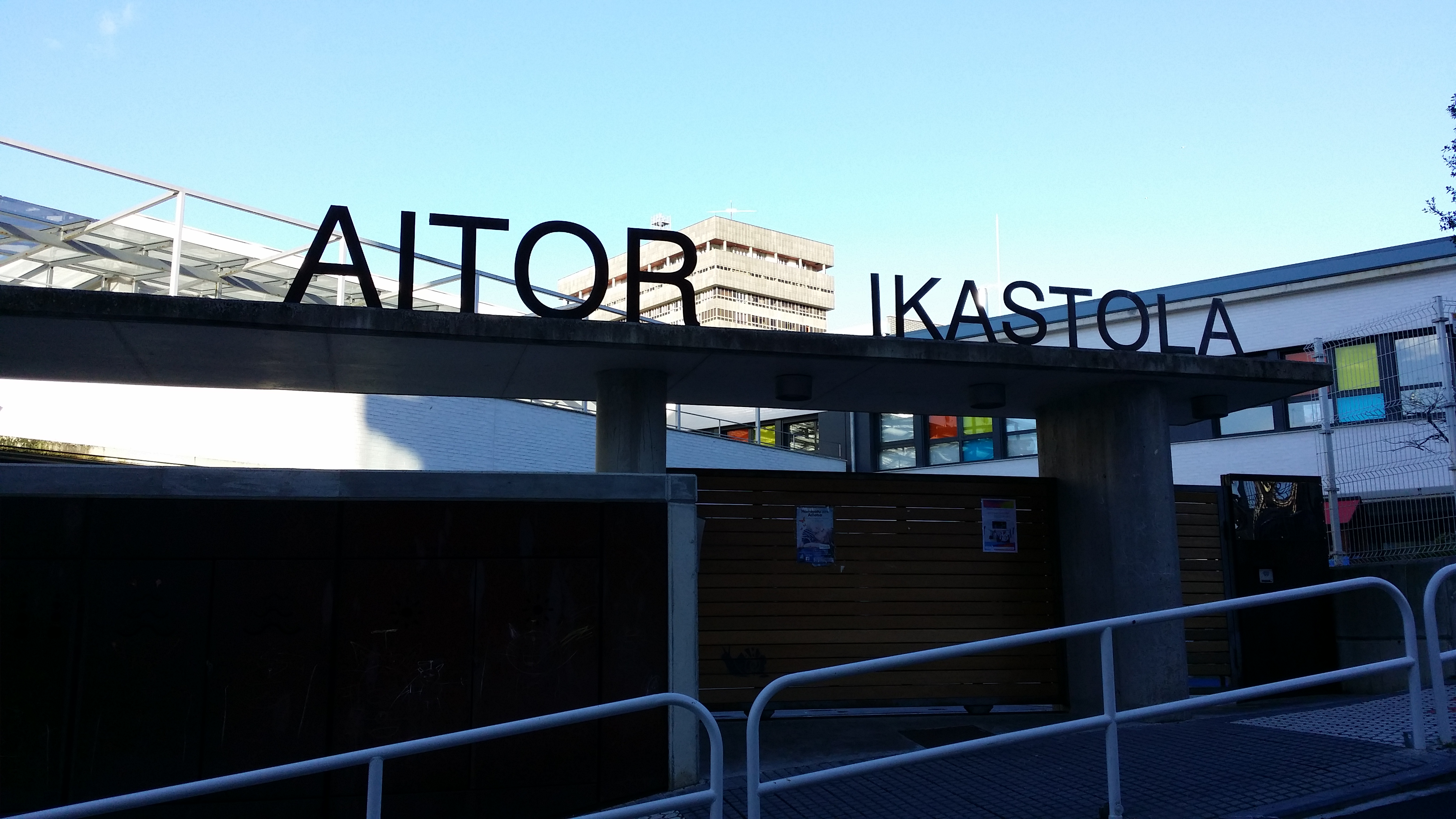
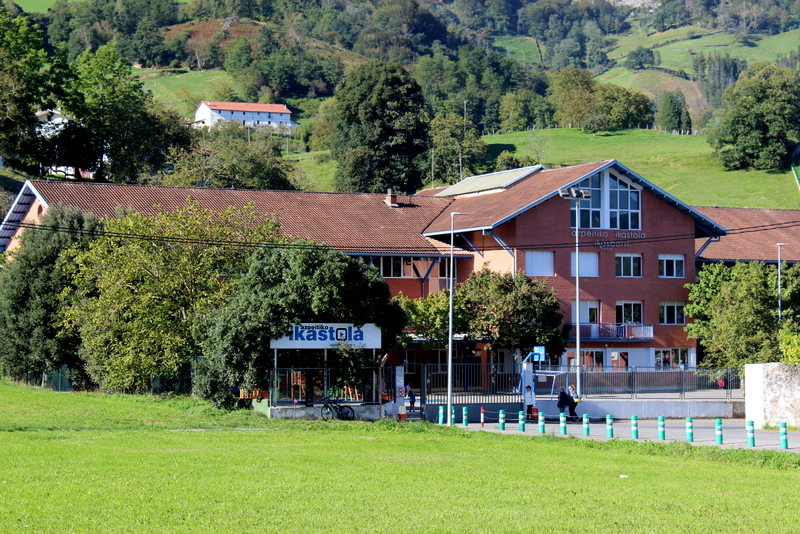
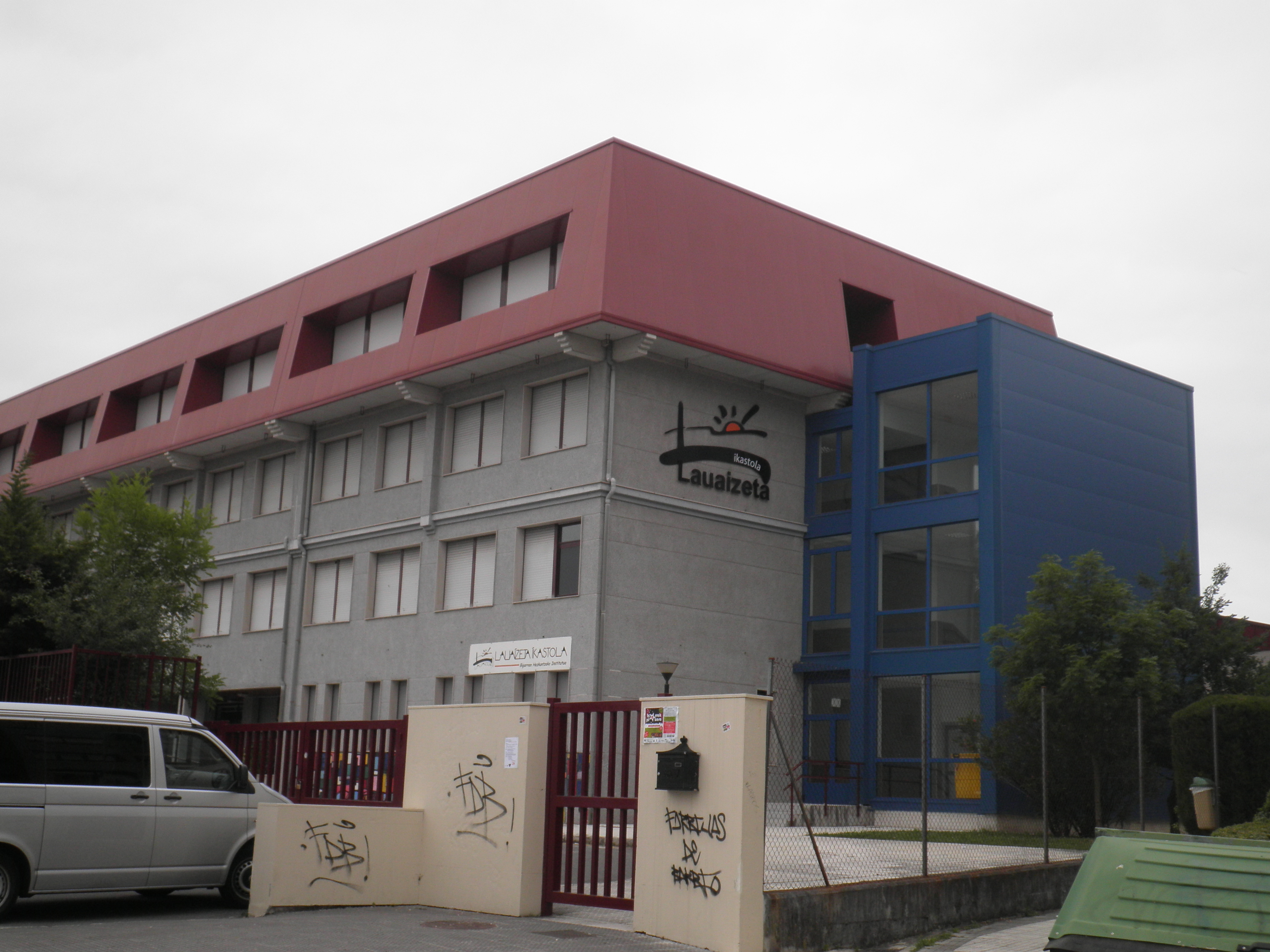

## تاريخها
كان هناك القليل جدًا من التعليم باللغة الباسكية قبل إحياء القومية الباسكية في أوائل القرن العشرين، على الرغم من أنه تم التحدث بها على نطاق أوسع مما كانت عليه في العصور اللاحقة، حيث كانت اللغة الإسبانية واللغة الفرنسية إلزامية في التعليم على جانبي الحدود. تم افتتاح أول مدرسة إيكاستولا رسمية عام 1914، وانتشرت حركة نقل وسيلة التعليم في إقليم الباسك الجنوبي من الإسبانية إلى الباسك على نطاق واسع في أواخر القرن العشرين.
في الوقت الحاضر، يلتحق عشرات الآلاف من تلاميذ المدارس في منطقة الباسك المتمتعة بالحكم الذاتي ونافار بمدارس إيكاستولاك، لكن وضع إيكاستولاك يختلف اختلافًا كبيرًا اعتمادًا على موقعهم. إنهم راسخون بقوة في المناطق الناطقة تقليديًا بالتحدث باللغة الباسكية في مجتمع الباسك المستقل (BAC)، ولكن بشكل أقل في المناطق غير الناطقة بالباسك (أي المناطق الجنوبية). لا تتمتع مدارس لغة الباسك في شمال نافار بنفس الدعم من الحكومة الإقليمية كما هو الحال في مجتمع الباسك المستقل، لكنها معترف بها رسميًا وتتمتع بدعم محلي واسع النطاق (ناطقة الباسك تقليديًا)، على عكس المناطق الوسطى والجنوبية من نافار، حيث فهم يفتقرون إلى الاعتراف العام والتمويل، وظلوا في مأزق قانوني حتى عام 2007.
في إقليم الباسك الفرنسي، تطورت شبكة إيكاستولا لاحقًا، ولكنها نمت بشكل مطرد، لدرجة أن شبكة سيكاكا، منتشرة الآن على نطاق واسع في جميع أنحاء الإقليم وتغطي التعليم حتى المستويات A.

## روابط خارجية
الموقع الرسمي لاتحاد إيكاستولاك (اللغة الباسكية) منطقة إقليم الباسك